# 第二六三海軍航空隊
第二六三海軍航空隊(だい263かいぐんこうくうたい）は、日本海軍の部隊の一つ。通称は「豹部隊」。戦闘機隊として絶対国防圏防衛に従事した。

## 沿革
1943年10月1日、第一航空艦隊が基地航空部隊として再建され、その戦闘機隊の一つとして263空が元山飛行場で開隊。定数は零式艦上戦闘機36機。軍令部直卒の第一航空艦隊に所属。愛媛県の松山海軍航空基地で錬成を開始する。
第一航空艦隊は将来の主戦力として期待されていたが、練成途中にクェゼリン、ルオットの玉砕があり、1944年2月15日、一航艦が連合艦隊に編入される。263空は第一航空艦隊第61航空戦隊に所属。1944年2月20日、マリアナ諸島に向け先発隊18機が香取飛行場を出発。硫黄島経由でテニアン島に到着。2月23日、先発隊はマリアナ諸島空襲に遭遇。戦史叢書によるとテニアン島上空にて自爆未帰還11機、その他6機喪失。2月末、本隊49機がグァムに到着。
3月31日、ペリリュー島に進出し、連合軍のパラオ大空襲を迎撃。263空の18機が第二六一海軍航空隊28機と合同で迎撃。15機喪失。生存者はサイパンに帰還。のち本土へ帰還。4月7日、グァム島爆撃中のB-24爆撃機18機を迎撃。5月7日、グァム島爆撃中のB-24爆撃機16機を迎撃。3機喪失。
5月25日、あ号作戦の発令で263空は28機でペリリュー島に前進。その後、二六一空と交代でハルマヘラ島ワシレ飛行場に移動。6月8日、旧ペリリュー分遣隊員は代機12機を本土で受領して帰隊。2機を喪失し、9機がグァムに到着。6月11日、敵機動部隊が接近。8機で迎撃、4機喪失。6月15日、ワシレ分遣隊30機がグァム島に帰還。18日まで連日戦闘に参加。二六三空を含むグァム島駐留隊全体で20機以上を消耗。終了時点で総数52機まで減少した。
6月19日、「マリアナ沖海戦」に参加。グァム島全部隊42機で総攻撃。戦闘機総数8機を喪失。6月25日、グァム島空襲に8機が迎撃。7月8日、残存6機でペリリュー島に転進。ヤップ島付近で迎撃され5機喪失。ペリリュー転進に失敗した時点で二六三空の機体は枯渇した。ペリリューに残留した8機はミンダナオ島ダバオ飛行場に撤退した。
7月10日、解隊。搭乗員、機材は第二〇一海軍航空隊に編入された。なお、グァム島には二六三空の地上要員500名が残留していたが、他の部隊と同様に7月21日からのグアム地上戦で玉砕した。玉井司令はペリリューに残留していたため、ダバオ撤退後は二〇一空副長に就任した。

## 使用機種
- 零式艦上戦闘機

## 歴代司令
- 玉井浅一 中佐：昭和18年10月1日 - 昭和19年7月10日解隊